# Musa balbisiana
Espèce
Classification APG III (2009)
Musa balbisiana est une espèce de bananiers de la famille des Musaceae. 
Elle est originaire d'Asie : Chine, Inde, Sri Lanka, Népal et Birmanie. Elle est naturalisée dans d'autres pays d'Asie tropicale.
Les bananes qu'elle produit sont comestibles, mais contiennent des graines. Ses feuilles sont utilisées dans l'artisanat.
C'est l'un des parents de l'hybride Musa ×paradisiaca qui fournit certains types de banane comestible courante.